# Consulat général de France à Los Angeles
Le consulat général de France à Los Angeles est une représentation consulaire de la République française aux États-Unis. Il est situé sur Santa Monica Boulevard, à Los Angeles, en Californie. Sa circonscription consulaire s'étend sur cinq États ou parties d'États : la Californie du Sud, l'Arizona, le Colorado, le Nevada du Sud et le Nouveau-Mexique.

## Consuls généraux de France à Los Angeles
| De   | À           | Consul général            |
| ---- | ----------- | ------------------------- |
| 1930 | 1935        | Henri Didot               |
| 1935 | 1940        | Jean-Joseph Viala         |
| 1946 | 1950        | Alexandre de Manziarly    |
| 1950 | 1956        | Raoul Bertrand (d)        |
| 1956 | 1960        | Romain Gary               |
| 1960 | 1962        | René Millet               |
| 1962 | 1965        | Louis de Cabrol           |
| 1965 | 1969        | Gérard Pérès (d)          |
| 1969 | 1972        | Didier Raguenet (d)       |
| 1972 | 1975        | Jean-François Roux (d)    |
| 1975 | 1979        | Michel Rougagnou (d)      |
| 1979 | 1983        | Jean-Claude Moreau (d)    |
| 1983 | 1986        | François Mouton           |
| 1986 | 1988        | Bernard Miyet             |
| 1988 | 1993        | Gérard Coste (d)          |
| 1993 | 1996        | Jean-Maurice Ripert       |
| 1996 | 2000        | Guy Yelda (d)             |
| 2000 | 2002        | Josseline de Clausade (d) |
| 2002 | 2004        | Jean-Luc Sibiude (d)      |
| 2004 | 2008        | Philippe Larrieu (d)      |
| 2008 | 2012        | David Martinon            |
| 2012 | 2015        | Axel Cruau (d)            |
| 2015 | 2019        | Christophe Lemoine (d)    |
| 2020 | 2024        | Julie Duhaut-Bedos        |
| 2024 | Aujourd'hui | Adrien Frier              |

## Consulats honoraires
Il supervise cinq consuls honoraires situés respectivement à :
- Phoenix (Arizona)
- San Diego (Californie)
- Denver (Colorado)
- Las Vegas (Nevada)
- Albuquerque (Nouveau-Mexique)

## Annexes

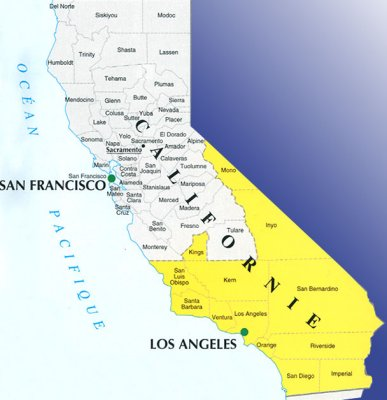
Les comtés de Californie relevant de l'autorité du Consulat Général
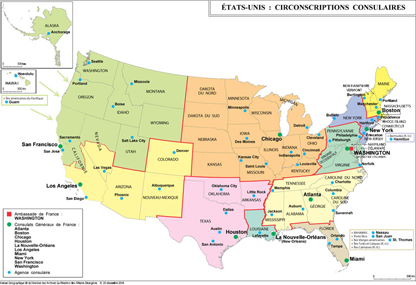
Les circonscriptions dépendant des consulats de France aux États-Unis